# Catedrala principală a forțelor armate ruse
Catedrala principală a forțelor armate ruse (Catedrala Învierii lui Hristos; în rusă Главный храм Вооружённых сил России (Храм Воскресения Хра) este o catedrala[ patriarhală ortodoxă dedicată învierii lui Hristos. și „dedicat 75 de ani de la victoria în Marele Război Patriotic, precum și de isprăvile militare ale poporului rus în toate războaiele”, construită în Parcul Patrioților din raionul Odintsovo, regiunea Moscova
Construcția catedralei a a fost finanțată din donații și fonduri bugetare ale primăriei orașului Moscova și ale Regiunii Moscova. A fost sfințită in cadrul sărbătoririi a 75 de ani de la victoria sovietică pe Frontul de Răsărit al celui de-al Doilea Război Mondial, cunoscut în Rusia drept  Marele Război pentru Apărarea Patriei] La fața locului este amplasată o expoziție dedicată istoriei statului rus și a forțelor sale armate
Construcția catedralei a fost terminată pe 9 mai 2020, de Ziua Victoriei și a fost sfințită pe 14 iunie.

## Galerie

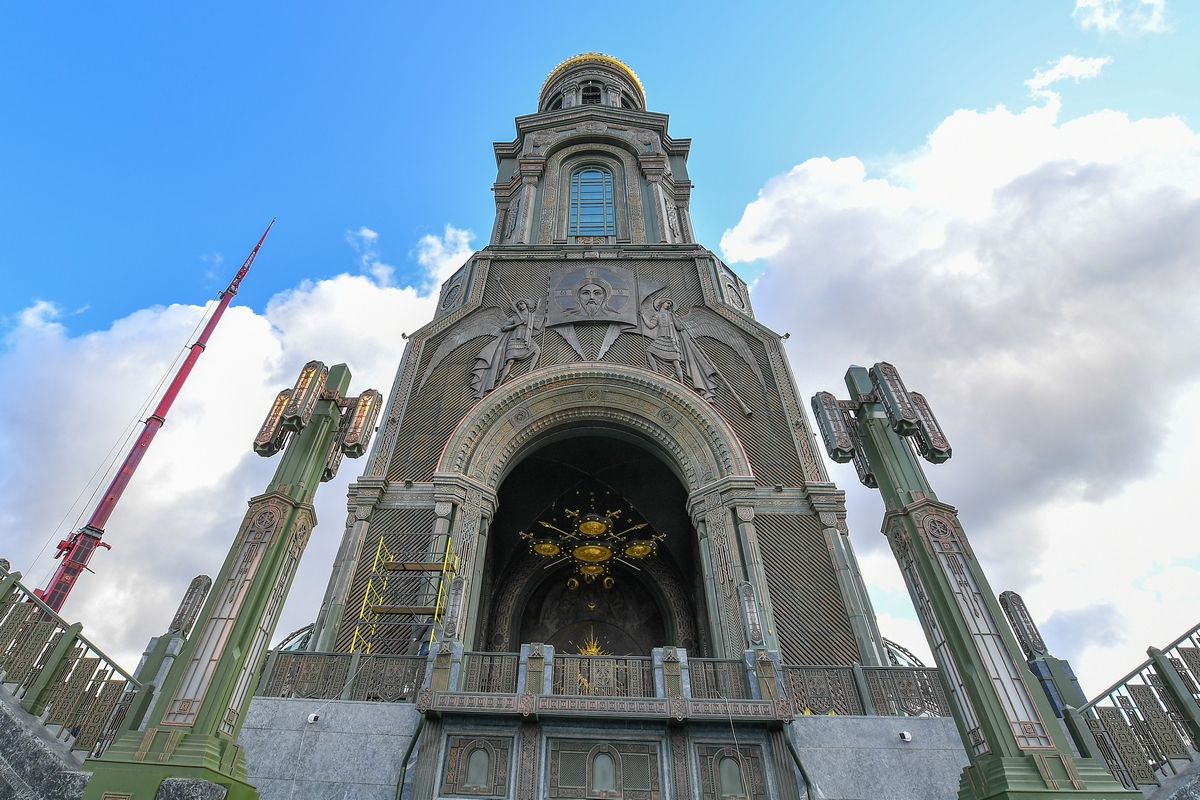
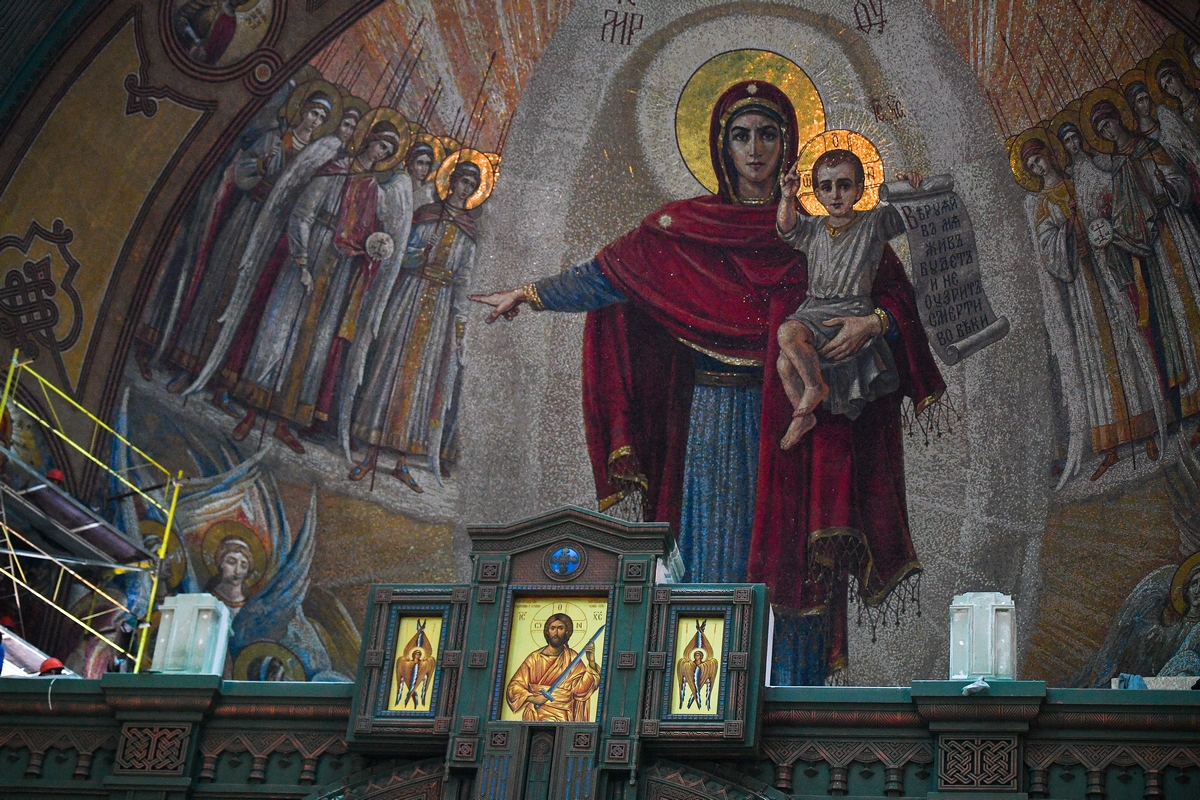
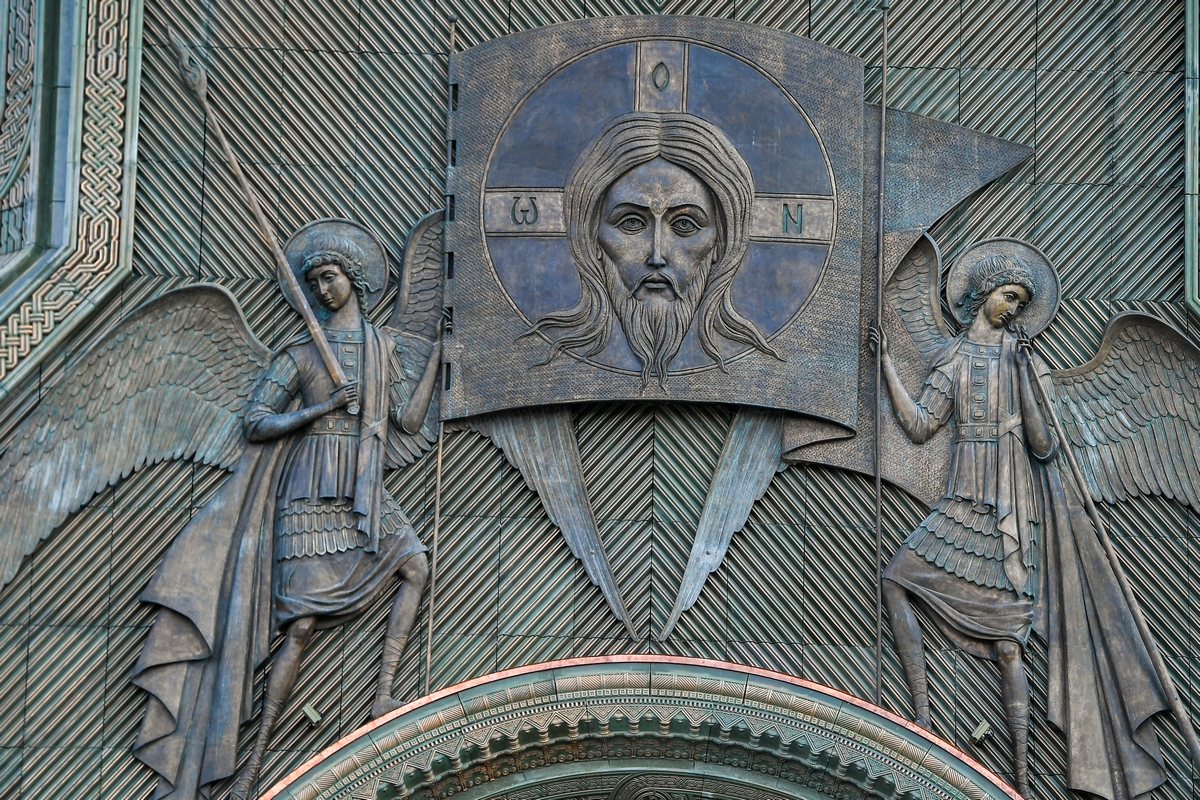
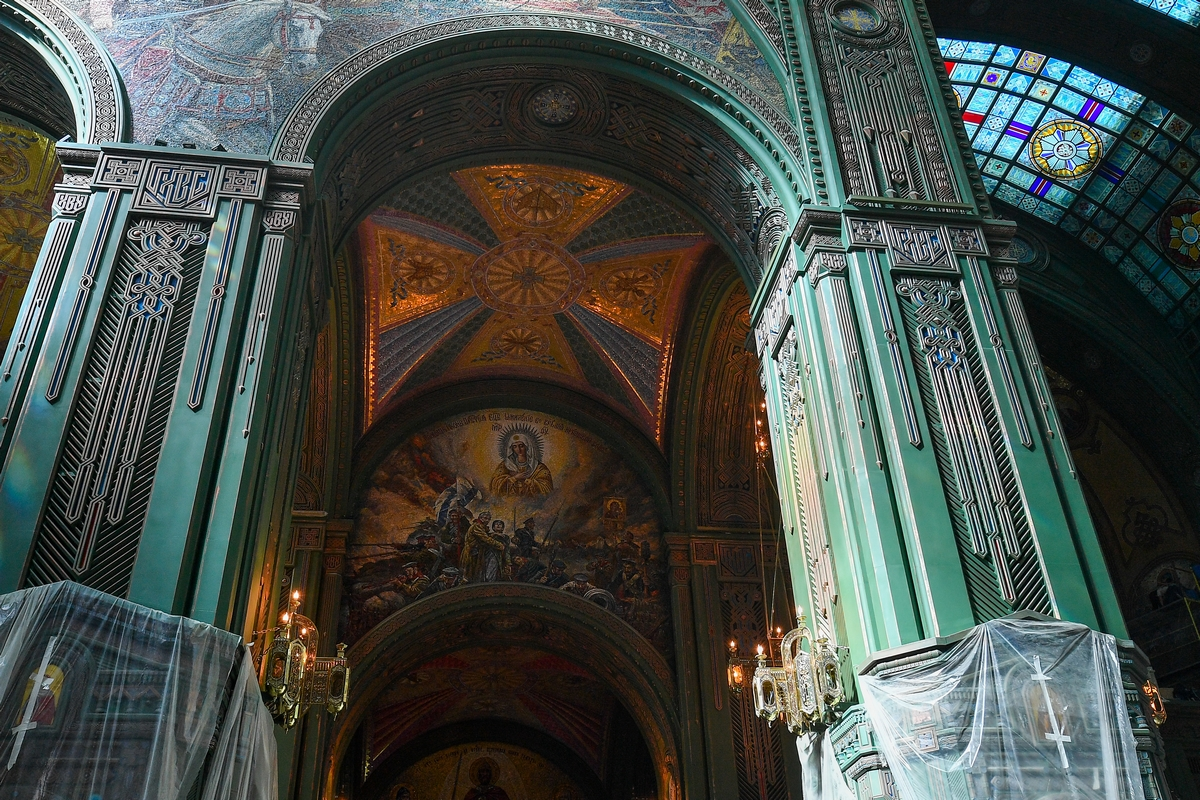
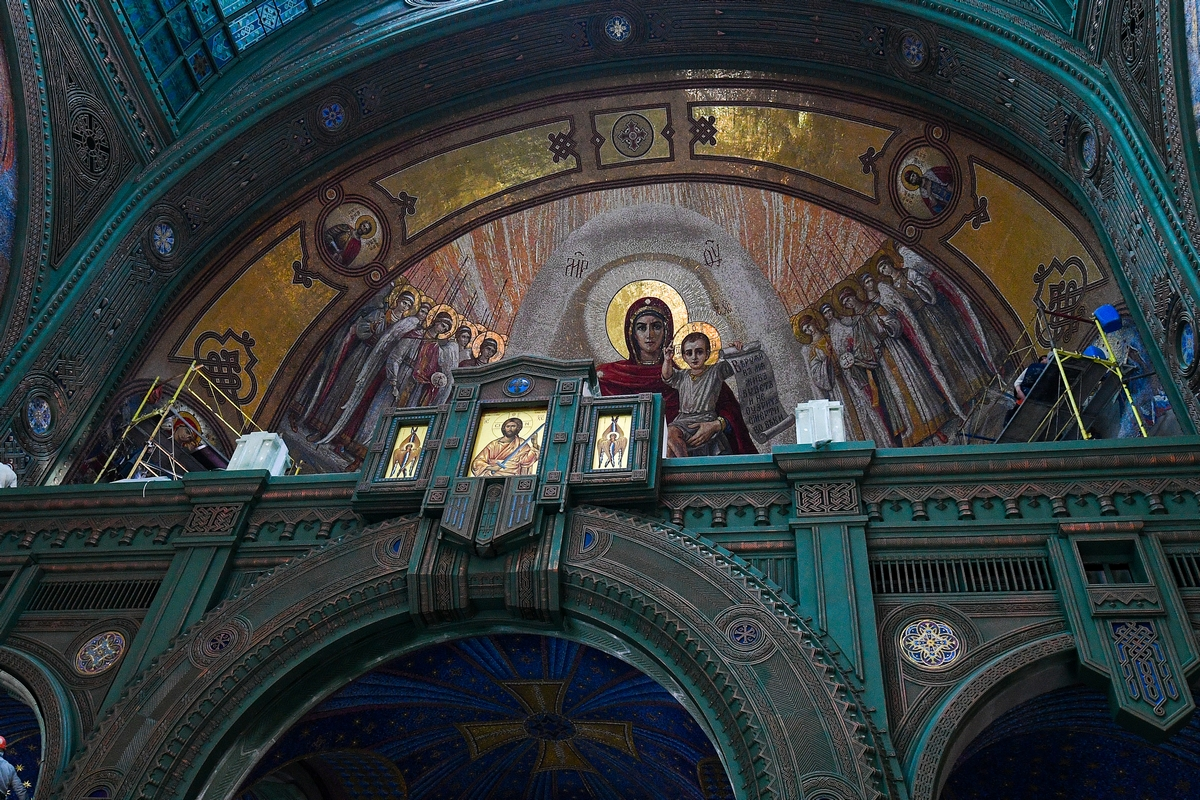
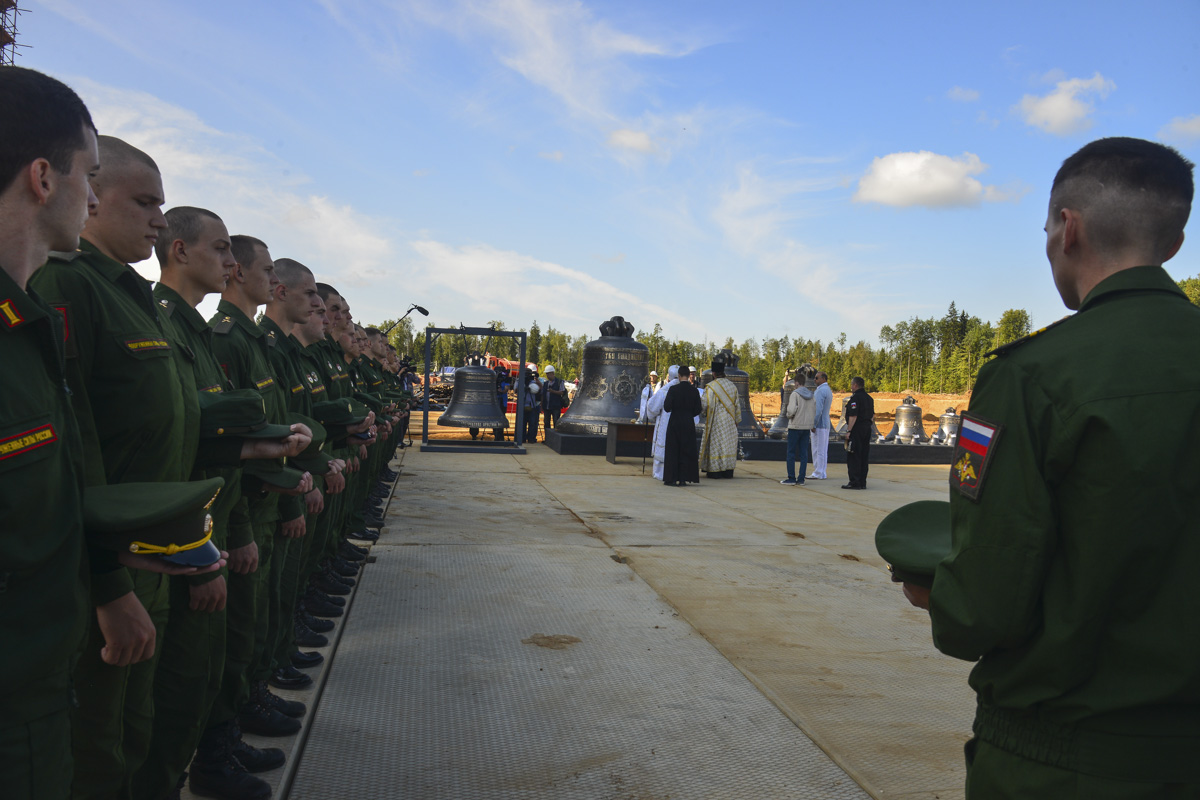
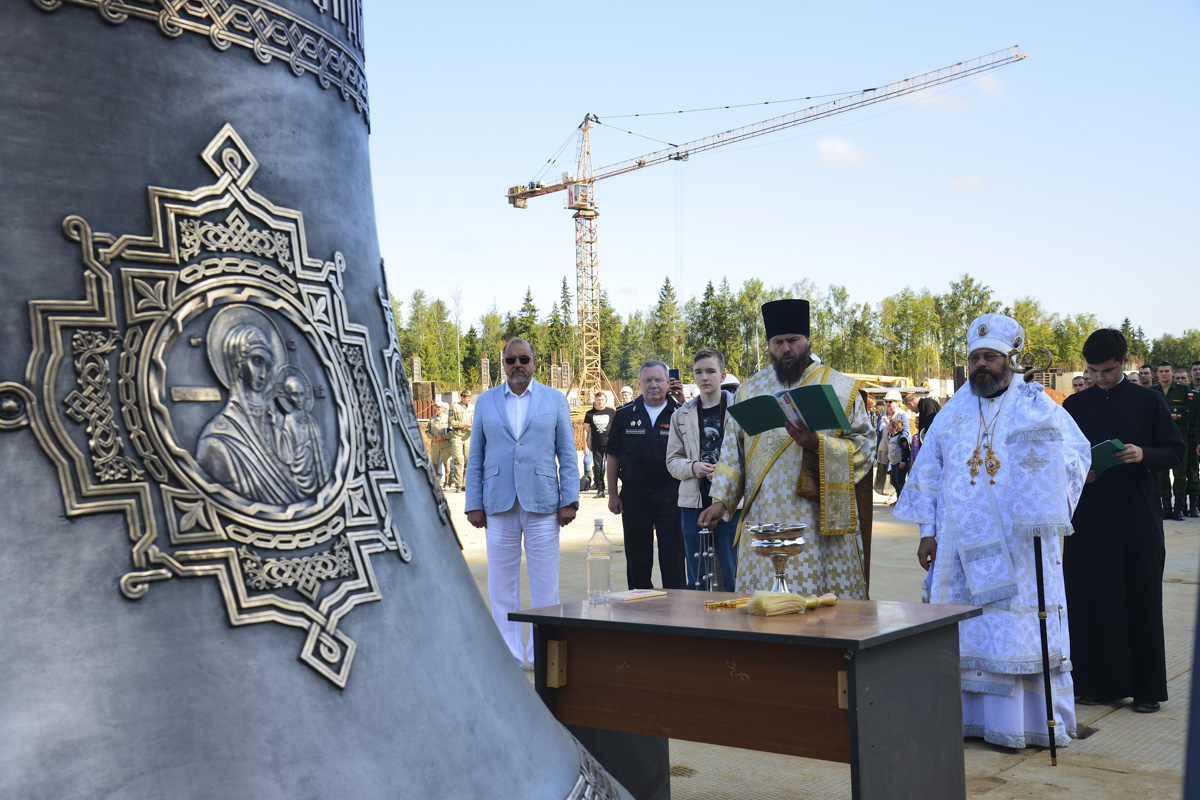
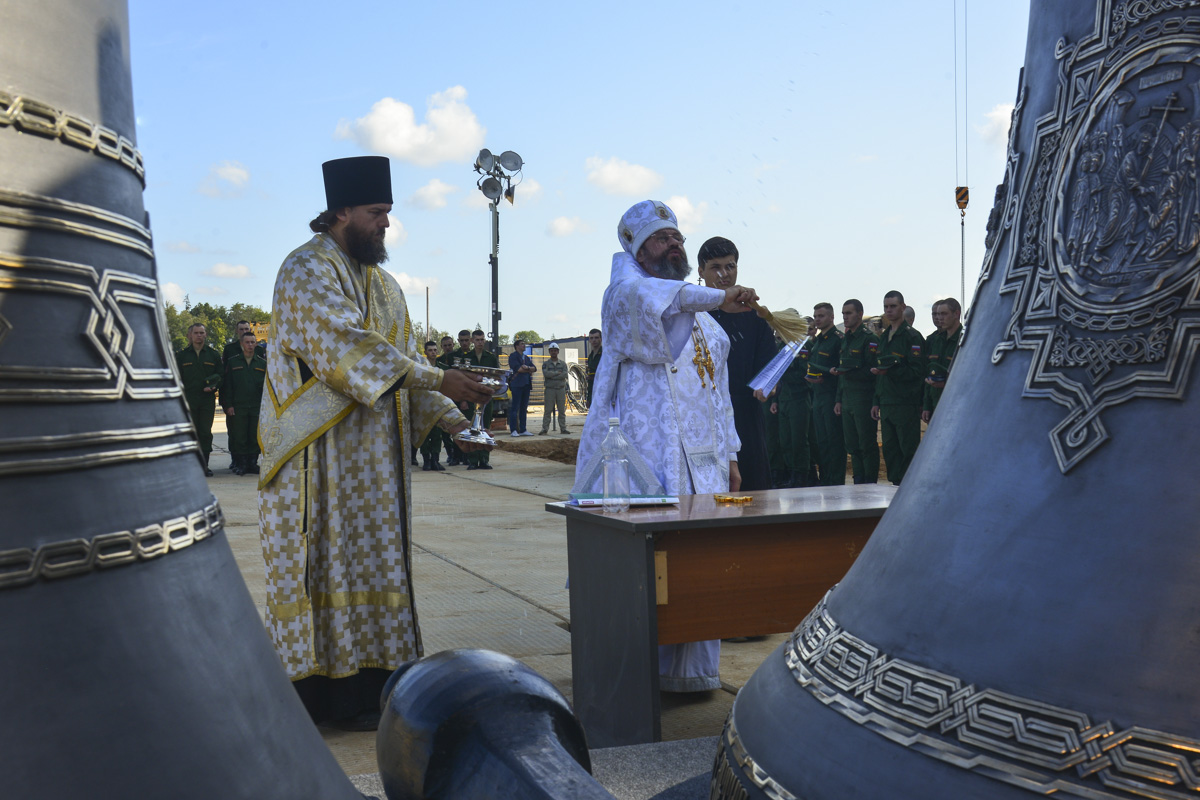
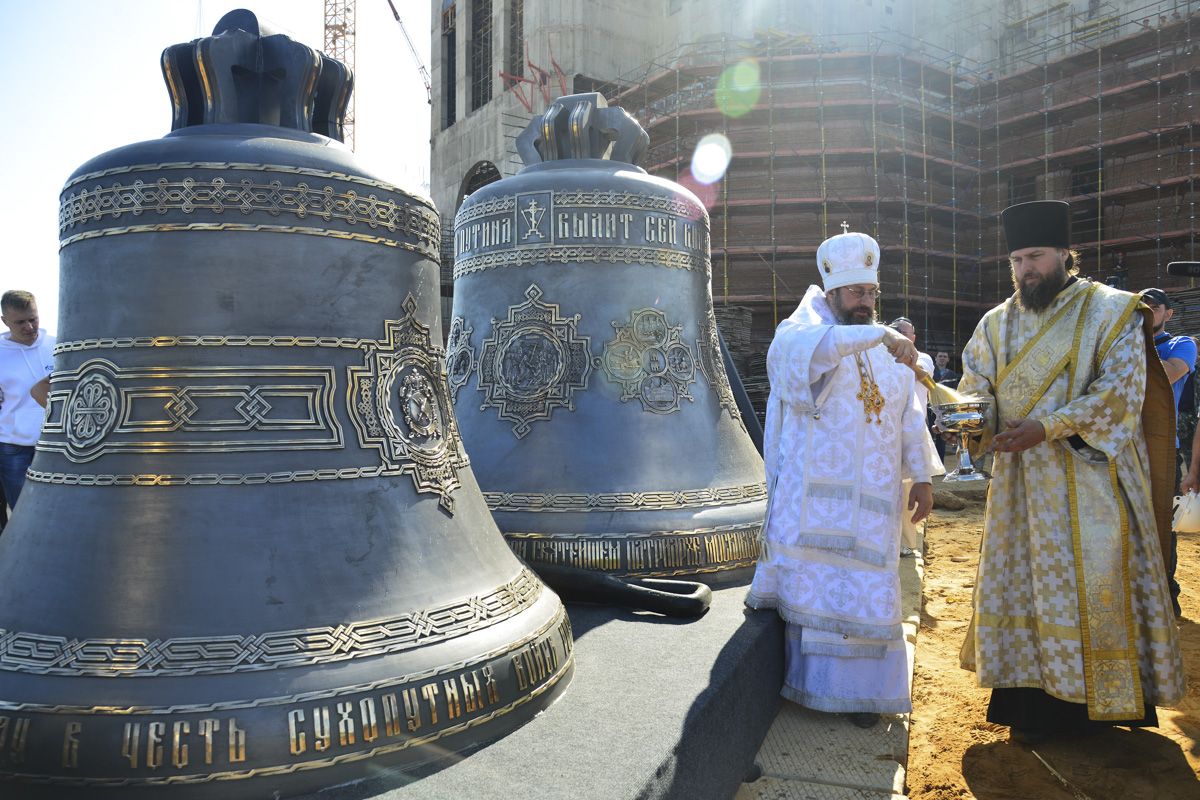
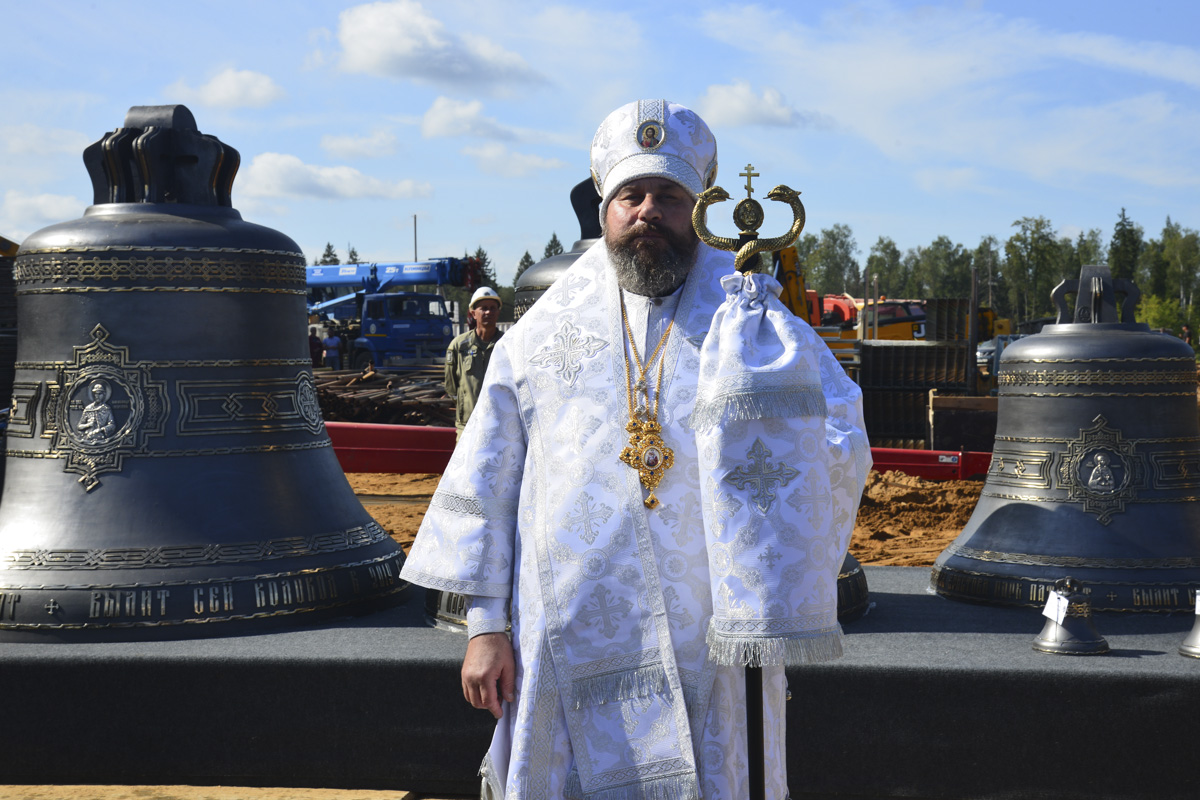
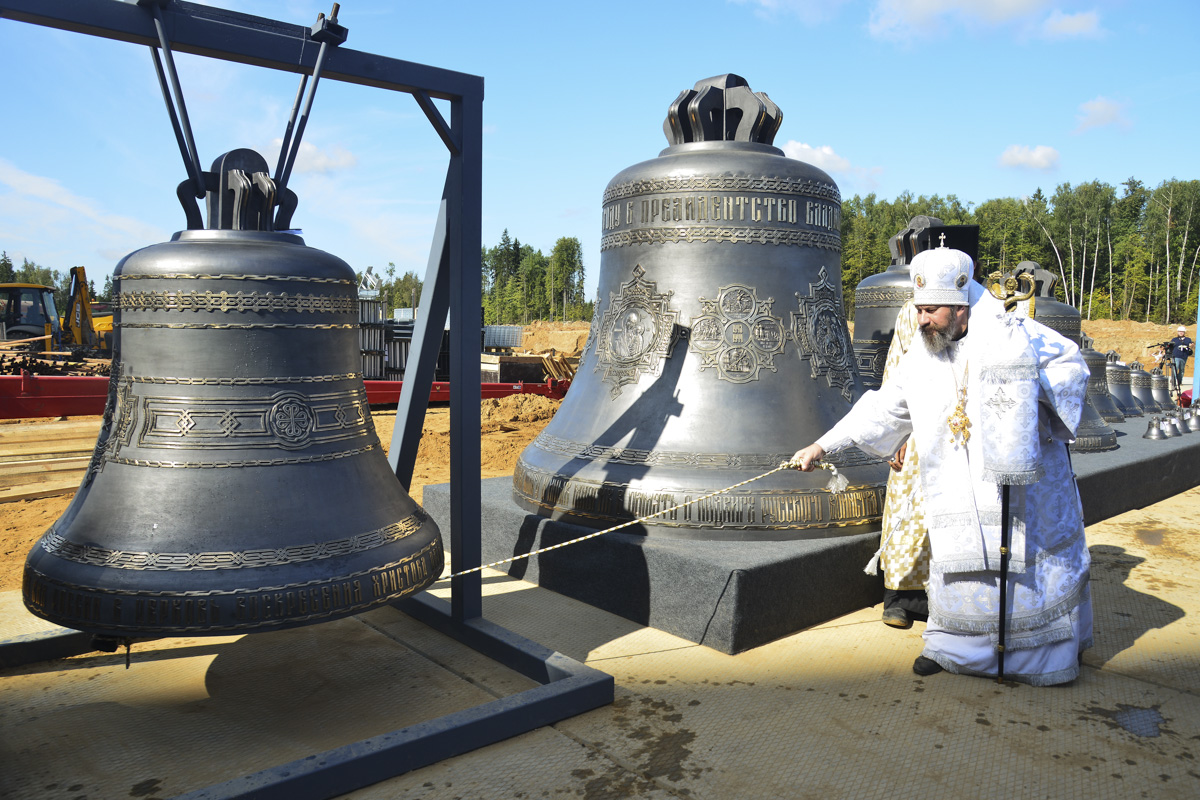
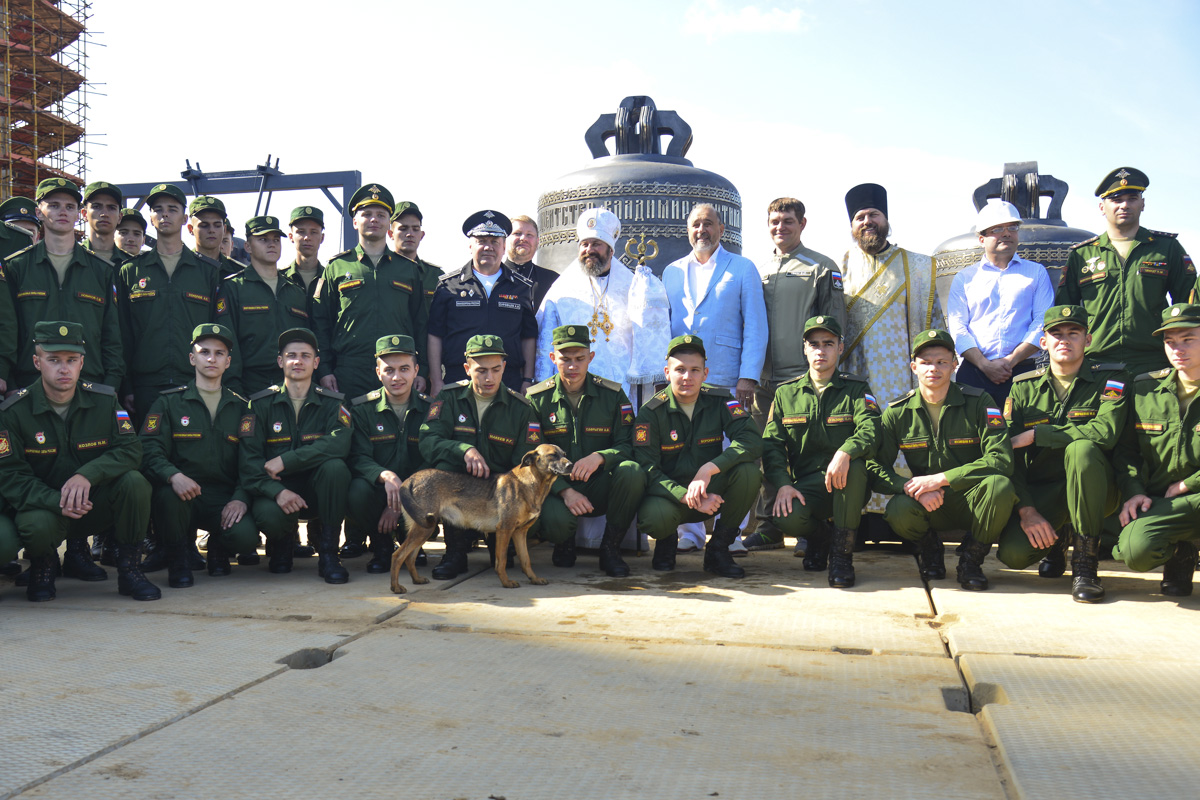
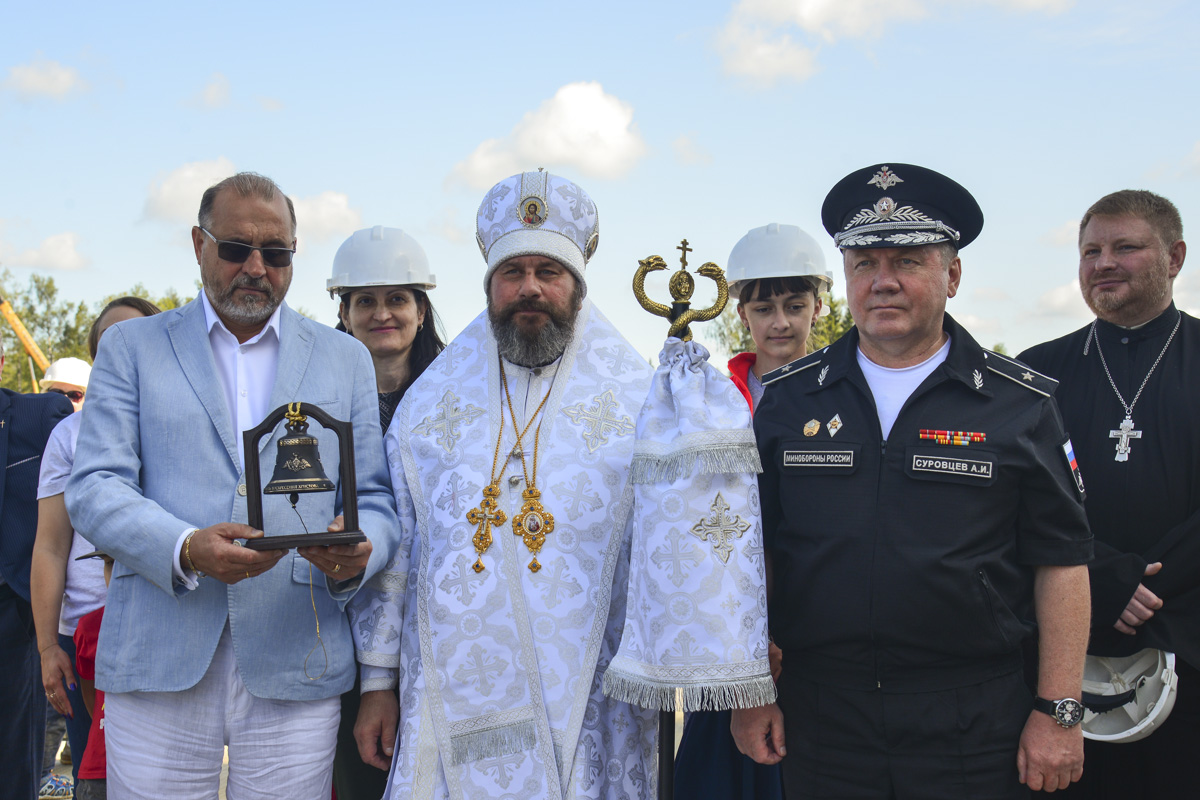
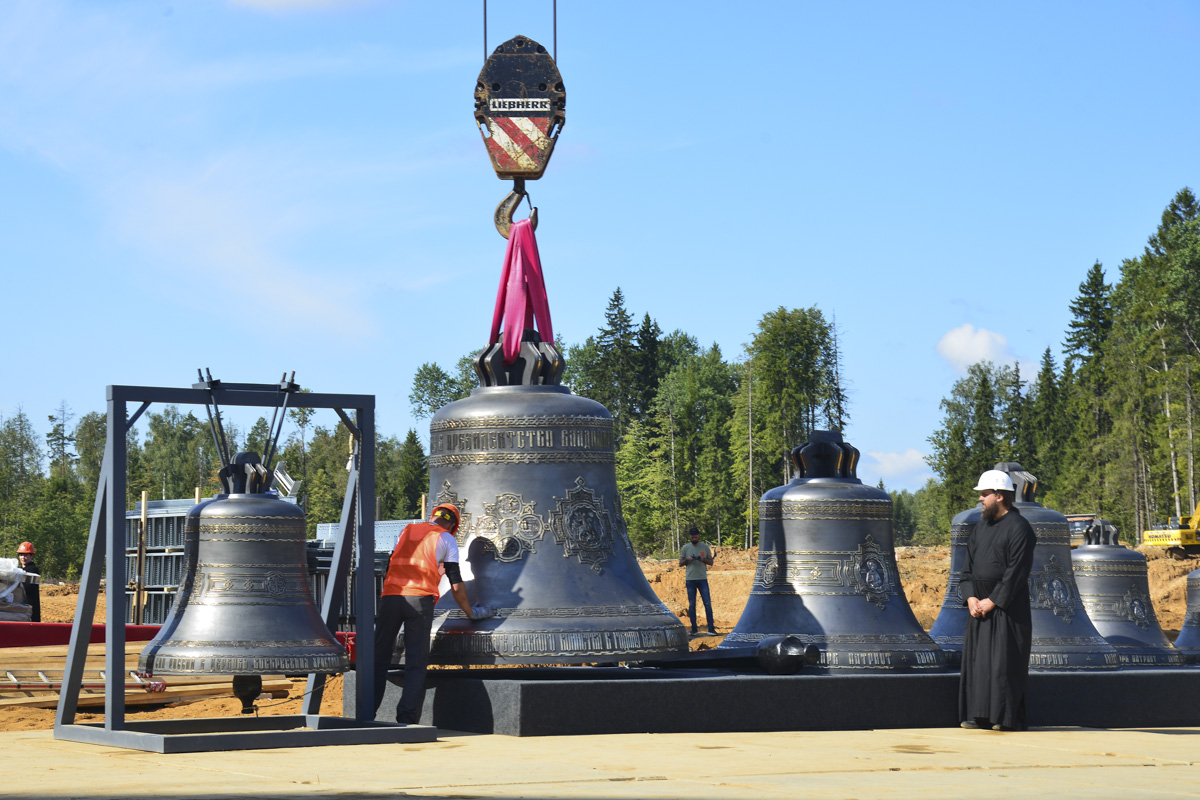
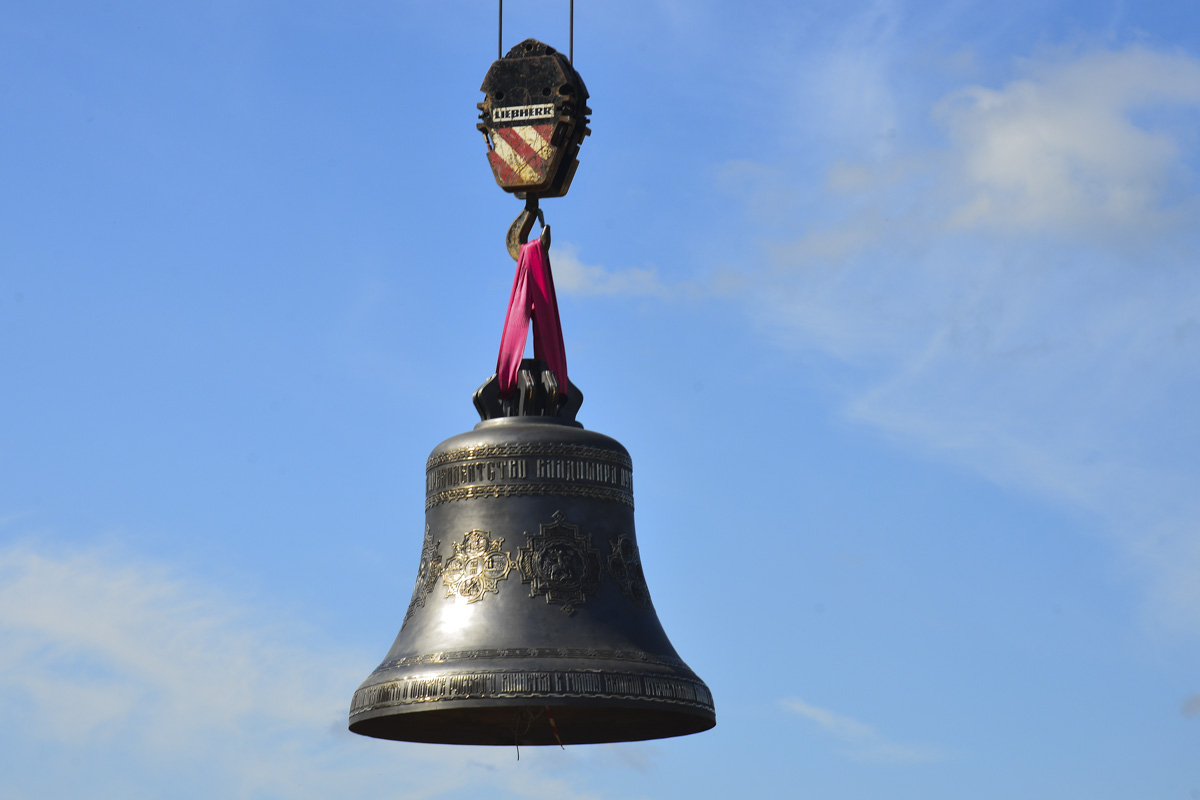
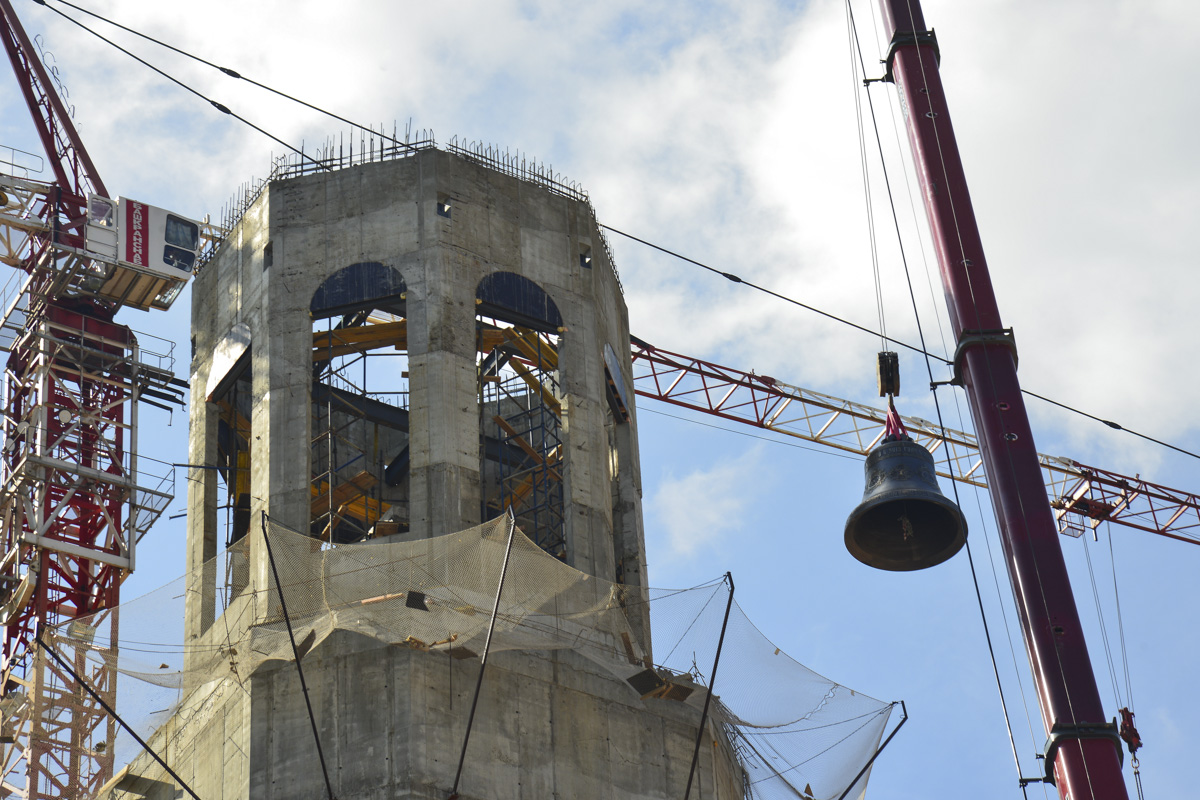
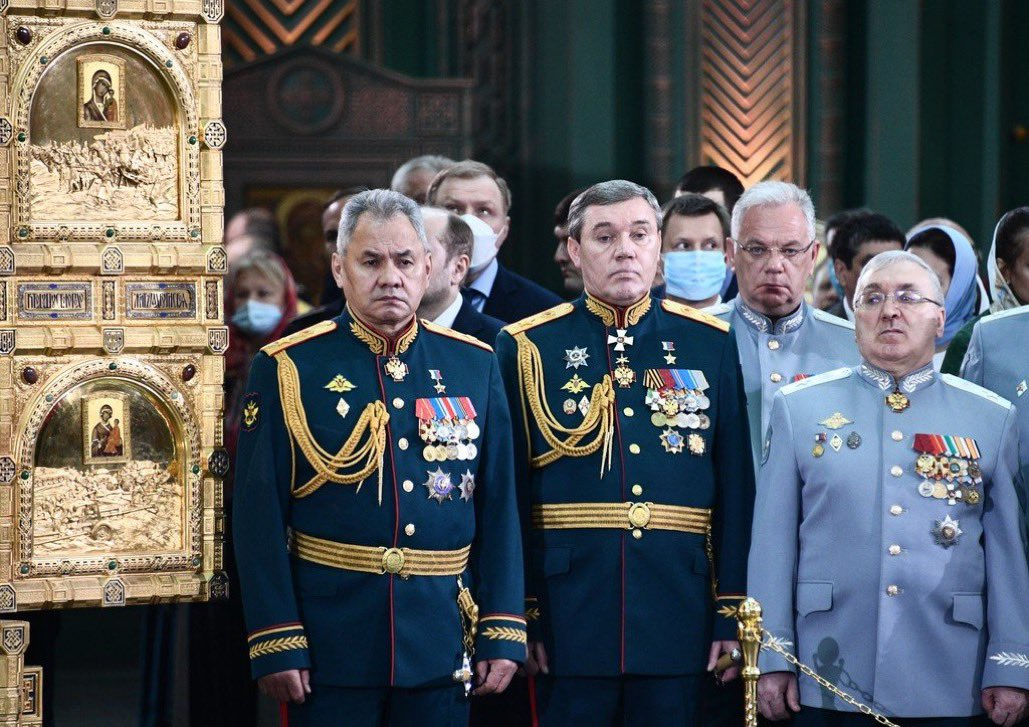